# Metro Donezk
Die Metro Donezk (ukrainisch Донецький метрополітен Donezkyj Metropoliten, russisch Донецкий метрополитен Donezki Metropoliten) ist ein noch nicht fertiggestelltes Bauprojekt für eine U-Bahn in der fünftgrößten Stadt der Ukraine. In näherer Zukunft sollte eine Strecke mit sechs Stationen befahren werden, in ferner Zukunft soll Donezk ein Netz aus drei Linien erhalten.

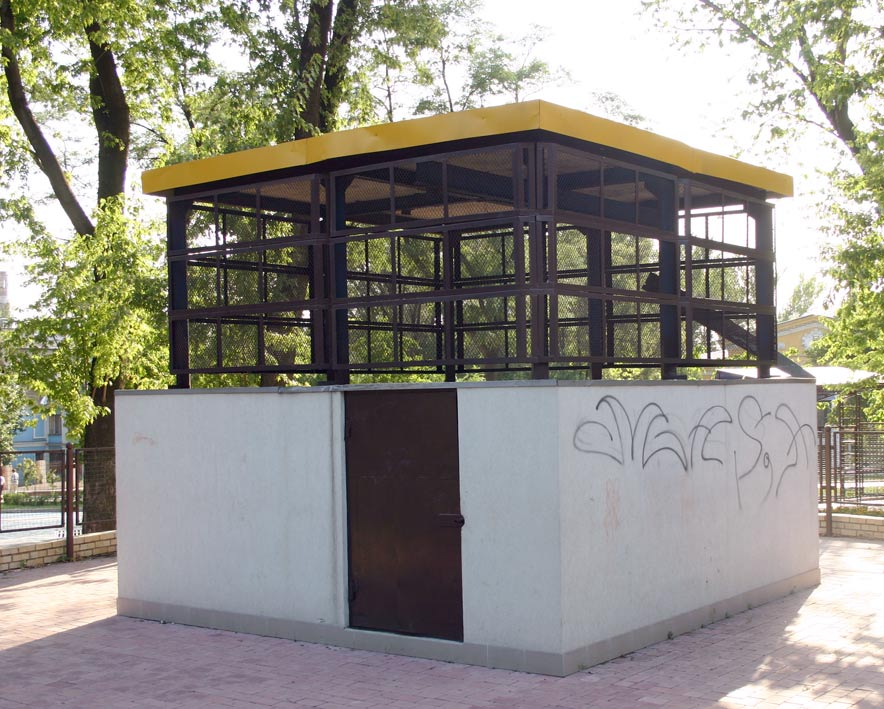
Entlüftungsschacht der stillgelegten U-Bahn-Baustelle in Donezk

Anfang der 1980er Jahre überschritt die Einwohnerzahl Donezks die Millionenmarke und berechtigte damit die Stadt, ein eigenes Metrosystem zu bauen, wie es damals in der UdSSR üblich war. Erste Pläne für ein Sekantennetz mit drei Linien nach Vorbild anderer sowjetischer Metronetze kamen erstmals 1984 an die Öffentlichkeit. Die Umsetzung dessen verzögerte sich jedoch. Kurz nach der Unabhängigkeitserklärung der Ukraine am 1. Dezember 1991 erließ das ukrainische Ministerkabinett am 30. Dezember 1991 das Dekret für den Bau der neuen U-Bahn in Donezk. Die ersten Erkundungsarbeiten fanden im Jahr 1992 statt, die Bauarbeiten begannen noch im gleichen Jahr, dabei war die Fertigstellung für 2002 geplant. 1995 verschob die Stadt Donezk den Eröffnungstermin aufgrund der schlechten finanziellen Lage auf 2005. Im Jahr 2000 begannen die ersten Arbeiten für vier der sechs U-Bahnhöfe.
Infolgedessen verschlechterte sich die finanzielle Situation immer mehr, im Juni 2003 streikten die Bauarbeiter, da bereits seit sieben Monaten keine Löhne mehr ausgezahlt worden waren. Bis dahin waren insgesamt 300 Millionen Hrywnja (etwa 48 Millionen Euro) für den Bau der Donezker Metro ausgegeben worden. Teilweise musste die Stadt auch die Beendigung der Arbeiten an einzelnen Baustellen verkünden, zwei nahezu im Rohbau fertiggestellte Stationen mussten konserviert werden, die Kosten dafür waren erheblich. Im Jahr 2004 sicherte das ukrainische Ministerium für Wirtschaft, Verkehr und Finanzen weitere Mittel für die Fertigstellung bis 2010 zu. Zurzeit sind die Bauarbeiten eingestellt.
Die Strecke der ersten U-Bahn-Linie der Stadt Donezk, die den Namen Proletarsko-Kiewskaja Linija (Пролетарско-Киевская линия) tragen wird, soll 9,6 Kilometer lang sein und sechs Stationen haben, deren Namen Proletarsjaka (Пролетарская), Tschumakowskaja (Чумаковская), Krasny Gorodok (Красный городок), Muschketowskaja (Мушкетовская), Lewobereschnaja (Левобережная) und Politechnitscheski institut (Политехнический институт) lauten sollen. Damit erhält der Rajon Budjonowski (Район Буденовский) einen direkten Anschluss an die Innenstadt Donezks.
Das zukünftige Depot für die Donezker Metro, das den Namen Proletarskoje (Пролетарское) erhält, befindet sich hinter der Station Krasny Gorodok. Welche Züge auf der Strecke eingesetzt werden sollen, ist noch unklar, lediglich die Rahmendaten bzw. die typischen Charakteristika für ex-sowjetische Metros waren bekannt. Dazu zählt unter anderem die Spurweite von 1524 Millimetern (Russische Breitspur), die Fahrspannung von 825 Volt sowie die Stromzufuhr per seitlicher Stromschiene.

Schema der Donezker Metro-Planung

Mittel- bis langfristig soll Donezk ebenso wie andere Städte der ehemaligen Sowjetunion ein U-Bahn-System mit drei Linien, die ein Sekantennetz bilden, erhalten. Bis dahin soll die Proletarsko-Kiewskaja Linija, die die Linienkennfarbe Rot erhält, auf 21 Kilometer mit 15 Stationen wachsen. Zusätzlich sollte es eine 25 Kilometer lange blaue Linie mit dem Namen Gornjazko-Makejewskaja Linija (Горняцко-Макеевская линия) entstehen, eine weitere grüne Linie mit dem Namen Petrowsko-Krasnogwardeiskaja Linija (Петровско-Красногвардейская линия) sollte mindestens 14 Stationen haben. Im Endzustand sollte das geplante Donezker U-Bahn-Netz 70 Kilometer lang sein und 46 Stationen besitzen. Die Namensgebung für die U-Bahn-Linien erfolgen allgemein nach den jeweiligen Stadtbezirken (Rajons), in denen die Endstationen der jeweiligen U-Bahn-Strecke liegen. So führt die Strecke der roten Linie mit dem Namen Proletarsko-Kiewskaja Linija vom Rajon Proletarski zum Rajon Kiewski.
Aufgrund von Geldmangel wurde 2012 beschlossen, die Metro in offener Bauweise weiter zu bauen, der vorgesehene Termin Dezember 2014 konnte nicht eingehalten werden. 2014, nach den Unruhen und Beginn der Kampfhandlungen im Donbass-Gebiet, wurde der U-Bahn-Bau abgebrochen. 